# Max Klingler

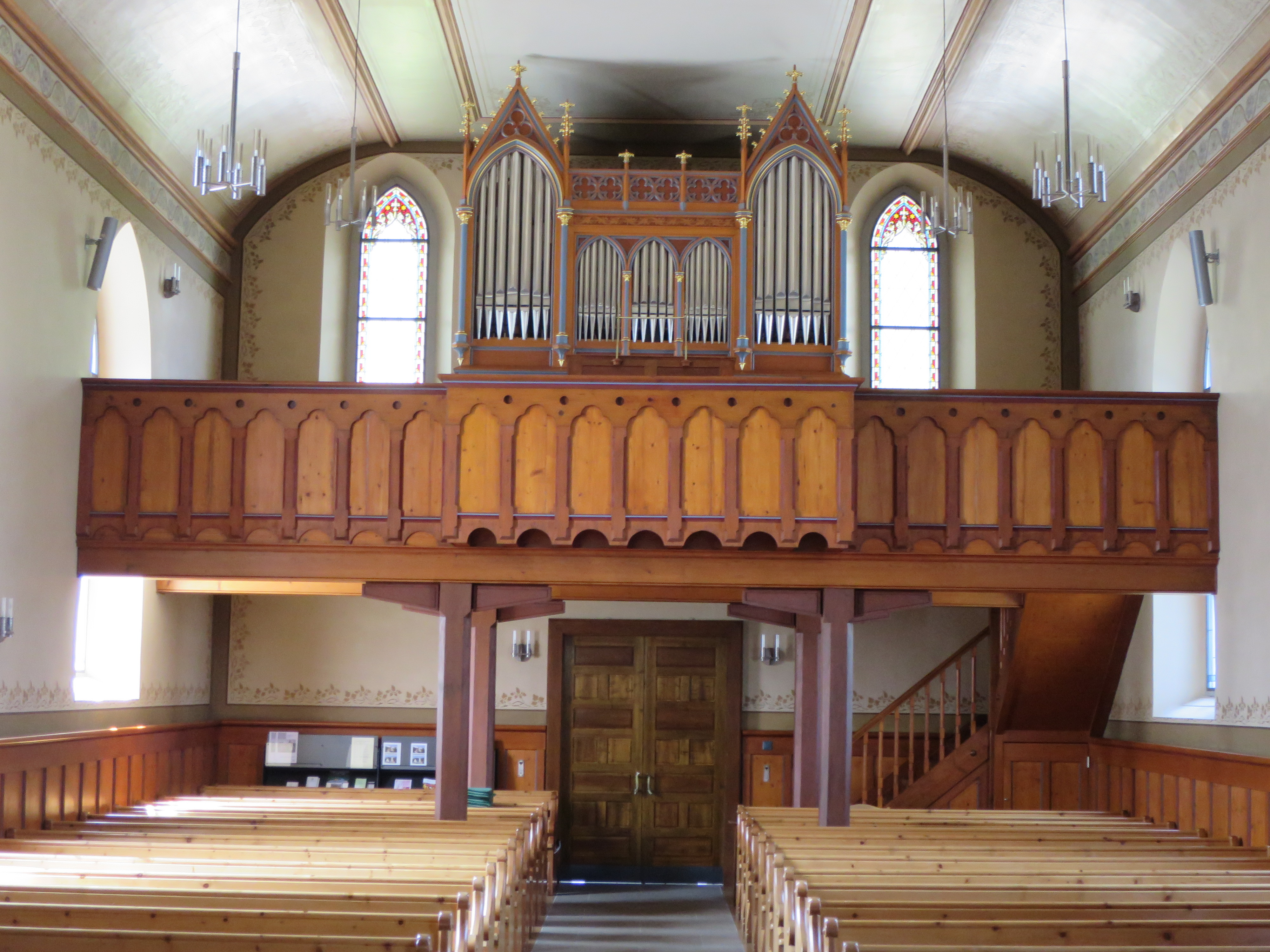
Empore der reformierten Kirche Sevelen SG mit der neugotisch gestalteten Klingler-Orgel von 1893

Max Klingler (* 13. Dezember 1837 vermutlich in Rorschach; † 3. September 1903), eigentlich Maximilian Klingler, war ein Schweizer Orgelbauer der Romantik.

## Leben und Werk
Max Klingler übernahm 1877 die Werkstatt seines aus Württemberg stammenden Vaters Benedikt Klingler (1808–1877) in Rorschach. Er führte sie zusammen mit seinem Bruder Titus, der 1891 aus dem Geschäft ausschied, bis zu seinem Tod 1903. Die meisten der über 50 im Raum Ostschweiz, Graubünden und Schweizer Jura gebauten Instrumente waren von einem kleineren Umfang. Vier Orgeln mit mehr als 20 Registern sind bekannt, die grössten davon jene der Marienkirche Basel mit ursprünglich 34 und jene der reformierten Kirche Gais mit ursprünglich 31 Registern. 
Bis zur Jahrhundertwende stattete Klingler seine neu gebauten Instrumente mit mechanischer Traktur aus, danach lieferte er Werke mit pneumatischer Traktur (die ihm 1902 in Rorschach wegen fehlender Erfahrung auf diesem Gebiet nicht gut gelang). Neben Orgelneubauten führte Klingler auch Reparaturen, Umbauten und Erweiterungen bestehender Orgeln durch. Nur ein Bruchteil der realisierten Orgelneubauten ist erhalten geblieben.
Klinglers bedeutendster Schüler war ab 1885 der Vorarlberger Jakob Metzler (1855–1925), der 1890 das Unternehmen Metzler Orgelbau begründete.

## Werkliste (Auswahl)
| Jahr | Ort                               | Gebäude                                             | Bild | Manuale | Register | Bemerkungen                                                                                            |
| ---- | --------------------------------- | --------------------------------------------------- | ---- | ------- | -------- | --- |
| 1865 | Rorschach SG                      | Katholische Kapuzinerinnenkirche                    |      |         |          | zusammen mit Vater Benedikt; abgegangen                                                                |
| 1869 | Hard am Bodensee                  | Katholische Kirche St. Sebastian                    |      | II/P    | 18       | abgegangen → Orgel                                                                                     |
| 1874 | Aetingen SO                       | Reformierte Kirche                                  |      |         |          | abgegangen                                                                                             |
| 1876 | Kirchberg BE                      | Reformierte Kirche                                  |      | II/P    | 14       | 1897 von Klingler um 7 Register erweitert; abgegangen                                                  |
| 1877 | Schönengrund AR                   | Reformierte Kirche                                  |      | I/P     | 10       | abgegangen                                                                                             |
| 1878 | Sennwald SG                       | Reformierte Kirche                                  |      |         |          | Umbau der Looser-Orgel von 1786; 1945 stark umgebaut, heute in der reformierten Kirche Avers-Cresta GR |
| 1878 | Urnäsch AR                        | Reformierte Kirche                                  |      |         |          | abgegangen                                                                                             |
| 1879 | Aadorf TG                         | Katholische Kirche St. Alexander                    |      | II/P    | 16       | abgegangen → Orgel                                                                                     |
| 1879 | Kreuzlingen TG                    | Katholische Wallfahrtskirche Bernrain               |      |         |          | abgegangen                                                                                             |
| 1879 | Hittnau ZH                        | Reformierte Kirche                                  |      |         |          | abgegangen                                                                                             |
| 1880 | Wangen an der Aare BE             | Reformierte Kirche                                  |      | II/P    | 12       | 1885 von Klingler um 2 Register erweitert; abgegangen                                                  |
| 1880 | Wängi TG                          | Reformierte Kirche                                  |      | II/P    | 9        | abgegangen                                                                                             |
| 1881 | Bubendorf BL                      | Reformierte Kirche                                  |      |         |          | abgegangen                                                                                             |
| 1884 | Binningen BL                      | Reformierte Kirche St. Margarethen                  |      | II/P    | 13       | abgegangen                                                                                             |
| 1885 | Sennwald SG                       | Reformierte Kirche                                  |      | I/P     | 11       | abgegangen                                                                                             |
| 1886 | Frauenfeld TG                     | Katholische Kapuzinerkirche                         |      | I/P     | 6        | abgegangen                                                                                             |
| 1886 | Basel BS                          | Katholische Stadtpfarrkirche St. Marien             |      | II/P    | 34       | abgegangen                                                                                             |
| 1887 | Eggenwil AG                       | Katholische Kirche St. Laurentius                   |      | II/P    | 8        | teilweise erhalten                                                                                     |
| 1887 | Rheineck SG                       | Reformierte Kirche                                  |      |         |          | Klingler zugeschrieben; abgegangen, Gehäuse erhalten                                                   |
| 1887 | Wolfhalden AR                     | Reformierte Kirche                                  |      | II/P    | 18       | abgegangen, Gehäuse teilweise erhalten                                                                 |
| 1888 | Au TG                             | Katholische Pfarrkirche St. Anna                    |      | I/P     | 8        | vollständig erhalten; 1990 restauriert                                                                 |
| 1888 | Gais AR                           | Reformierte Kirche                                  |      | II/P    | 31       | abgegangen, Gehäuse erhalten                                                                           |
| 1888 | Romanshorn TG                     | Paritätische Schlosskirche                          |      |         |          | abgegangen                                                                                             |
| 1888 | St. Niklausen OW                  | Katholische Kirche St. Nikolaus                     |      |         |          | als Occasion erworben; abgegangen                                                                      |
| 1889 | Courfaivre JU                     | Katholische Kirche Saint-Germain d’Auxerre          |      | I/P     | 12       | abgegangen                                                                                             |
| 1889 | Krinau SG                         | Reformierte Kirche                                  |      | I/P     | 9        | vollständig erhalten                                                                                   |
| 1889 | Neukirch-Egnach SG                | Reformierte Kirche                                  |      |         |          | Umbau der Lang-Orgel von 1807; abgegangen                                                              |
| 1889 | Waldstatt AR                      | Reformierte Kirche                                  |      | II/P    | 12       | abgegangen                                                                                             |
| 1889 | Glattbrugg SG                     | Kloster St. Gallenberg                              |      |         |          | Umbau der Grass-Orgel von 1783; abgegangen, Prospektpfeifen von Klingler erhalten                      |
| 1891 | Azmoos SG                         | Reformierte Kirche                                  |      | I/P     | 11       | 1928, 1952 und 1996 stark umgebaut (heute II/P/16) → Orgel                                             |
| 1891 | Diessenhofen TG                   | Reformierte Stadtkirche                             |      |         |          | Umbau der Braun-Orgel von 1852; abgegangen                                                             |
| 1891 | Sumvitg-Surrein GR                | Katholische Kirche St. Placidus                     |      | I/P     | 8        | abgegangen                                                                                             |
| 1891 | Amriswil TG                       | Reformierte Kirche                                  |      | II/P    | 20       | abgegangen                                                                                             |
| 1892 | Altstätten SG                     | Katholische Forstkapelle                            |      | I/P     | 4        | 1994 in Privatbesitz verkauft                                                                          |
| 1892 | Andiast GR                        | Katholische Kirche St. Julitta und Quiricus         |      | I/P     | 8        | Umbau der Sacchi-Orgel von 1829; teilweise erhalten (heute II/P/13) → Orgel                            |
| 1892 | Appenzell AI                      | Katholische Kirche St. Mauritius, Chororgel         |      | I/P     | 8        | demontiert und eingelagert                                                                             |
| 1892 | Courrendlin JU                    | Katholische Kirche Saint-Germain                    |      | II/P    | 16       | abgegangen                                                                                             |
| 1892 | Rehetobel AR                      | Reformierte Kirche                                  |      | II/P    | 15       | abgegangen                                                                                             |
| 1892 | Suhr AG                           | Reformierte Kirche                                  |      | II/P    | 14       | abgegangen → Orgel                                                                                     |
| 1892 | Heiligkreuz TG, Gemeinde Wuppenau | Katholische Kirche St. Johannes Baptist             |      | II/P    | 10       | vollständig erhalten → Orgel                                                                           |
| 1893 | Disentis/Mustér GR                | Klosterkirche St. Martin                            |      | I/P     | 9        | abgegangen                                                                                             |
| 1893 | Schlatt-Haslen AI                 | Klosterkirche Wonnenstein                           |      |         |          | abgegangen, Gehäuse erhalten                                                                           |
| 1893 | Sevelen SG                        | Reformierte Kirche                                  |      | II/P    | 12       | teilweise erhalten, teilweise rekonstruiert → Orgel                                                    |
| 1894 | Schlattingen TG                   | Reformierte Kirche                                  |      | I/P     | 6        | abgegangen                                                                                             |
| 1894 | Zug                               | Kloster Mariä Opferung                              |      | II/P    | 12       | abgegangen → Orgel                                                                                     |
| 1895 | Wigoltingen                       | Reformierte Kirche                                  |      | II/P    | 13       | abgegangen → Orgel                                                                                     |
| 1895 | Churwalden GR                     | Katholische Prämonstratenserkirche                  |      | I/P     | 9        | abgegangen                                                                                             |
| 1895 | Courchapoix JU                    | Katholische Kirche Saint-Imier                      |      | I/P     | 12       | abgegangen, Gehäuse teilweise erhalten                                                                 |
| 1895 | Buch SH                           | Reformierte Kirche                                  |      | I/P     | 6        | 5 Register erhalten → Orgel                                                                            |
| 1895 | Wiesholz bei Ramsen SH            | Katholische Wallfahrtskirche Maria Hilf             |      | II/P    | 8        | 7 Register erhalten, 1950 leicht verändert → Orgel                                                     |
| 1895 | Falera GR                         | Katholische Kirche St. Remigius                     |      | I/P     | 9        | 1968 Umdisponierung von 2 Registern → Orgel                                                            |
| 1895 | Ilanz/Glion GR                    | Katholische Kirche Mariae Himmelfahrt               |      | II/P    | 15       | 3 Register erhalten (heute II/P/26)                                                                    |
| 1895 | Lumbrein GR                       | Katholische Kirche St. Martin                       |      |         |          | zerlegt und eingelagert                                                                                |
| 1895 | Saignelégier JU                   | Katholische Kirche Notre-Dame de l’Assomption       |      | II/P    | 28       | heute in St. Antoine in Saulcy JU, teilweise erhalten                                                  |
| 1895 | Zug ZG                            | Katholische Kapuzinerinnenkirche Mariae Heimsuchung |      | II/P    | 12       | abgegangen                                                                                             |
| 1898 | Vella GR                          | Katholische Kirche St. Vinzenz, Pleif               |      | II/P    | 18       | 1957 stark umgebaut                                                                                    |
| 1902 | Rorschach SG                      | Katholische Kirche Herz Jesu                        |      | II/P    | 21       | 1918 und 1953 stark umgebaut (heute II/P/20)                                                           |
| 1903 | Weinfelden TG                     | Katholische Kirche St. Johannes                     |      | II/P    | ?        | abgegangen, Gehäuse erhalten                                                                           |